# Tiny Toon Adventures: The Great Beanstalk
Tiny Toon Adventures: The Great Beanstalk es un videojuego de Tiny Toons publicado para el PC/Mac en 1996 y la consola PlayStation en 1998. Este juego de PlayStation fue inusual, ya que implementa el poco tradicional 2-D como animación de desplazamiento lateral a diferencia de los juegos de video de ese tiempo que utilizaban más la animación 3-D. La mayor parte del elenco de voces, incluyendo a John Kassir, Joe Alaskey, y Tress MacNeille repitió sus papeles de la serie.

## Sinopsis
El juego es esencialmente una adaptación del clásico cuento de hadas, "Jack y las Habichuelas Mágicas" sólo que con Buster y Plucky cubriendo los papeles.

## Jugabilidad
El jugador asume el papel de Pato Plucky teniendo que evitar trampas visuales violentos, como los yunques y martillos que caen alrededor del tallo de habichuelas.
En un principio, Buster y Plucky suben el tallo en busca de una llave al castillo de un gigante como tesoro. Babsy Bunny asume el papel de la "princesa bella y misteriosa" que da pistas de lo que el jugador debe encontrar.
En cada nivel de El Gran Tallo de Habichuelas, hay trucos visuales, se puede hacer clic en mundos llenos basados en canciones infantiles y cuentos de hadas diferentes, incluyendo "Humpty Dumpty", "Little Bo Peep", "Ricitos de Oro y los tres osos", "Los tres cerditos", "Guisantes porridge Hot", "Caperucita Roja", "Old Mother Hubbard" y "Hey Diddle Diddle".
En la primera entrada del castillo, Plucky roba una gallina que pone los huevos de oro. Después de haber pasado por tantas dificultades para encontrar a la gallina Plucky se resiste a subir otra vez, hasta que Buster menciona que hay bolsas de dinero en efectivo, las cuales son robadas por él en la obtención de la segunda llave. Plucky está muy entusiasmado ya que por fin es rico, hasta que Buster le trae de vuelta a la Tierra para hablarle de un arpa mágica de oro que "no tiene precio".
Después de obtener la clave final, y el arpa de oro, el juego termina... Hasta que Babsy entra y se queja de que los espectadores no vieron realmente al gigante. Alguien llama la atención de Babsy, y es el gigante, que resulta ser nada menos que Steven Spielberg.
Babsy luego le da una presentación de lo que sucedió después de la aventura, revelando que Buster y Plucky se robaron el arpa. Babsy también se quejó de que el jugador no hizo uso de la "princesa de hadas" tanto como sea posible ("Lo que significa que voy a llamar a mi agente tan pronto como esto se haya acabado"). Después accidentalmente mostrando una diapositiva de su viaje al Gran Cañón, ella muestra cómo Buster y Plucky usaron sus riquezas, Buster invirtió en la granja de zanahorias más grande del mundo y Plucky en la construcción del primer parque de atracciones de agua por encima ("...que, obviamente, se hundió").